# (26375) 1999 DE9
(26375) 1999 DE9 объект Солнечной системы, расположенный за орбитой Нептуна. Он был открыт в 1999 году Чадом Трухильо и Джейн Х. Лю.
Объект классифицируется как резонирующий, его орбитальный период 417 лет, и он состоит в резонансе 2:5 с планетой Нептун.
Спектральный анализ указывает на наличие льда на поверхности.

## Масса
Предполагая, что в 2007 году с помощью телескопа Спитцер, диаметр объекта в 461 км вычислен правильно и что объект имеет плотность 2,0, он предположительно имеет массу близкую 1×1020 кг.